# Борщевик переднеазиатский
Борщевик переднеазиатский (лат. Heracleum antasiaticum) — вид цветковых растений рода Борщевик (Heracleum) семейства Зонтичные (Apiaceae).
Описан из окрестностей Тбилиси.

## Химический состав
В надземной части растения обнаружены фуранокумарины (псорален, ксантотоксин, бергаптен, ангелицин) и минеральные соли (калия, кальция, фосфора). В плодах содержится 2-9,9% эфирного масла, в котором обнаружены октилацетат, гексилбутират, октанол.

## Ботаническое описание
Травянистое растение 50-100 см в высоту.
Стебли толстые, глубоко бороздчатые, ребристые, оттопыренно опушенные. 
Листья простые, прикорневые и нижние стеблевые на длинных черешках, пластинка в очертании почти округлая, глубоко перисто-лопастная, лопасти широко продолговатые, неглубоко и перисто надрезанные, по краю неравномерно зубчатые, верхние листья уменьшенные, с сильно вздутым, опушенным, по краю обычно зубчатым влагалищем и уменьшенной перисто-надрезанной пластинкой. Листья с верхней стороны мелко и шероховато опушенные, с нижней стороны густо и беловойлочно опушенные.
Зонтики многолучевые, лучи зонтика и зонтичков мелко и шероховато опушенные, листочки обертки и оберточки ланцетные, цветки белые, завязь густо опушенная, зубцы чашечки малозаметные, внешние лепестки краевых цветков в зонтичках слегка увеличенные.
Плод — широко-обратнояйцевидный вислоплодник, 13-15 мм в длину и 10-13 мм в ширину, со спинки обычно рассеянно опушенные длинными, тонкими несколько спутанными волосками, по краю усаженные мелкими шиповатыми волосками, изредка плоды по всей поверхности усеяны мелкими прижатыми, направленными вверх шиповатыми волосками.

## Распространение и экология
Распространен в Восточном и Южном Закавказье, Восточной и Северо-Восточной Анатолии, Иране.
Произрастает в среднем, реже в верхнем горном поясе, по ущельям, в трещинах скал, на освещенных лесных полянах. 

## Применение
Эфирное масло плодов обладает антимикробным действием.
Молодые побеги используются для приготовления салатов и отваров.
Хороший медонос.